# La Cardosa
La Cardosa és una entitat de població de Cervera, a la comarca de la Segarra.
El poble consta d'una vintena de cases i se situa a la vall del riu Sió, a cinc quilòmetres de la capital de comarca. Un branc de la carretera L-303 és la seva principal via de comunicació.
Antigament va pertànyer a l'antic municipi de propi de la Prenyanosa juntament amb Castellnou d'Oluges, Malgrat, Queràs i Sant Miquel de Tudela.
De la Cardosa se'n tenen notícies des del segle xii, quan formava part del terme del castell de Sedó. Actualment a l'indret es conserven les restes d'un castell o casa senyorial convertit en masoveria. L'any 1232 el poble de la Cardosa era propietat de Ramon Hug i de la seva muller Brunissenda, que era filla del notari Jaume Ferrer, de qui hi ha constància que l'any 1269 els Cardona donaren una important carta de franqueses. En aquesta carta hi havia la concessió de llibertats i excepció de prestacions per tal que s'establissin habitants al pla de la Cardosa.

## Llocs d'interès

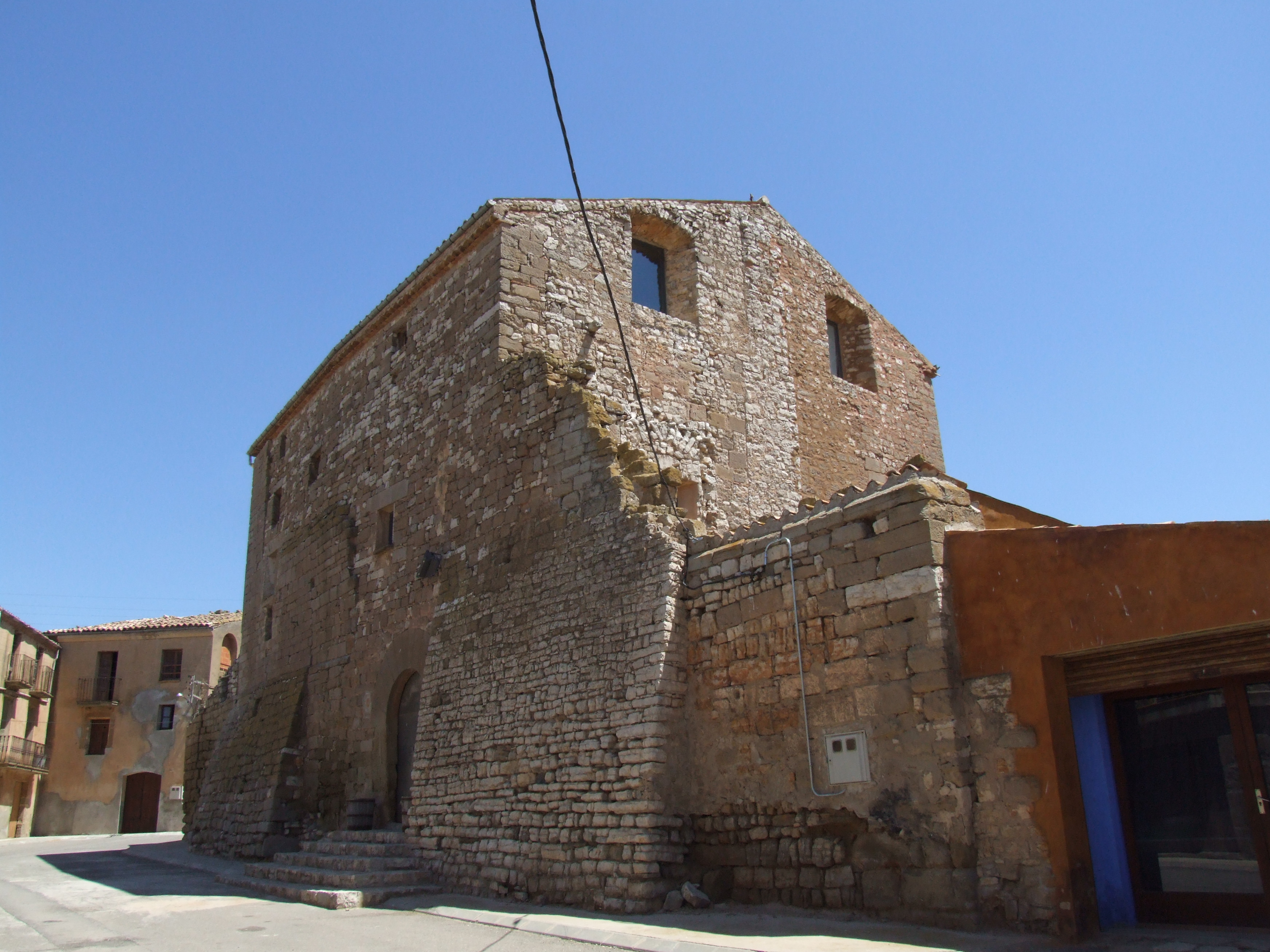
Castell de la Cardosa

- El Castell de la Cardosa: és un edifici de planta quadrangular i consta de tres pisos. En destaquen les seves grans dimensions, juntament amb la porta principal i les finestres que s'observen a la façana lateral. Des de l'any 1949 és declarat Bé Cultural d'Interès Nacional i actualment és un espai de creació artística.
- L'esglesiola de Sant Pere o dels Sants Apòstols: és d'origen medieval, malgrat que el seu aspecte extern evidencia reformes d'una època més moderna, com el campanar de cadireta o el fet que la capçalera sigui plana, sense absis. D'una sola nau, s'hi accedeix per una portada d'arc de mig punt adovellat, parcialment coberta per un contrafort. Aquesta esglesiola era sufragània de la parròquia de Sedó.